# Тегіш (Юкон)
Тегіш (англ. Tagish) — громада на території Юкон, Канада, на північному березі однойменного озера.

## Зовнішні посилання
- Community profile